# ضواجة
ضَوَّاجَة (الاسم العلمي: Staurotypus)، جنس سلاحف مائية، وتُعرف باسم سلاحف المسك العملاقة، أو سلاحف المسك المكسيكية، أو سلاحف المسك ثلاثية الحواف، تنتمي إلى فصيلة سلاحف طينية. يحتوي الجنس على نوعين معترف بهما، وهما مستوطنان في المكسيك وأمريكا الوسطى. يُباع كلا النوعين وتُربا كحيوانات أليفة.